# Michael Doleac
Michael Scott Doleac (* 15. Juni 1977 in San Antonio, Texas) ist ein ehemaliger US-amerikanischer Basketballspieler, der zwischen 1998 und 2008 in der NBA gespielt hat.

## Karriere
Doleac spielte vier Jahre an der University of Utah. Mit den Utes erreichte er an der Seite von Andre Miller, Hanno Möttölä und Alex Jensen 1998 das Endspiel der NCAA, in dem man jedoch der University of Kentucky unterlag. Doleac kam zwischen 1994 und 1998 auf 131 Einsätze für die Hochschulmannschaft. Seine besten Angriffsleistungen zeigte seiner NCAA-Zeit zeigte er während der Saison 1997/98 mit einem Mittelwert von 16,1 Punkten je Begegnung.
Doleac wurde nach seiner Zeit in Utah beim NBA-Draft 1998 an zwölfter Stelle von den Orlando Magics ausgewählt, bei denen er die ersten drei Profijahre verbrachte und auch in den Spielzeiten 1999/2000 sowie 2000/01 sporadisch in der Startaufstellung stand. Nach weniger erfolgreichen Jahren bei den Cleveland Cavaliers, Denver Nuggets und New York Knicks wechselte er im Sommer 2004 zu den Miami Heats, wo er Ersatzspieler für Shaquille O’Neal wurde und mit der Mannschaft 2006 die NBA-Meisterschaft errang. Nach einem weiteren Jahr bei den Minnesota Timberwolves trat Doleac im Jahr 2008 zurück. In der NBA wurde er in insgesamt 618 Spielen eingesetzt.
2013 bis 2016 war Doleac an der Park City High School im US-Bundesstaat Utah in Teilzeit Physiklehrer und Co-Trainer der Basketballschulmannschaft. Von 2016 bis 2016 amtierte er an derselben Schule als Basketball-Cheftrainer.